# 한일공동선언
한일공동선언(일본어: 日韓共同宣言)은 1998년 10월 8일, 대한민국과 일본이 한일간 협력 및 친근한 관계임을 다시금 확인한 선언을 말한다.

## 같이 보기
- 한일 관계